# Idaea impuncta
Idaea impuncta är en fjärilsart som beskrevs av Barend J. Lempke 1949. Idaea impuncta ingår i släktet Idaea och familjen mätare. Inga underarter finns listade i Catalogue of Life.